# Ласковский, Василий Павлович
Василий Павлович Ласковский (3 декабря 1845, Вологда — 18 [31] марта 1909, Новгород) — русский библиограф и краевед.

## Биография
Родился 3 декабря 1845 года в Вологде. Одиннадцати лет от роду он был определён в Аракчеевский кадетский корпус, находившийся тогда в 28 верстах от Новгорода, на правом берегу реки Мсты. В 1859 году поступил в Константиновское военное училище, которое окончил в 1864 году. Выпущен подпоручиком в 146-й Царицынский полк. Несколько лет служил казначеем этого полка. В 1873 году, в чине капитана, Василий Павлович был назначен старшим адъютантом штаба 37-й пехотной дивизии, а в 1878 году перешёл в Новочеркасский полк той же дивизии, где сначала заведующим хозяйством, а потом батальонным командиром. В 1882 году вышел в отставку, после чего занялся библиографической и краеведческой работой, очень многое сделал для развития Новгородского краеведения. Служил в Новгородском комитете, а также Новгородском обществе любителей древности.
Вслед за переводом своего покровителя Мосолова на службу на юг, в Таврическую губернию, Ласковский 8 ноября 1894 года был назначен председателем Высочайше учреждённой Особой комиссии о вакуфах.
В 1898—1904 годах занимал должность товарища председателя и казначея Таврической учёной архивной комиссии.
Скончался 18 (31) марта 1909 года в Новгороде, по другим данным в Покровке Крестецкого уезда. Похоронен в Крестецком уезде при Старорахинской церкви.

## Научные работы
Основные научные работы посвящены краеведению. Автор ряда научных работ и одной книги (Путеводитель по Новгороду), вышедший спустя год после смерти.